# Рута 43
Рута 43/44 — украинский высокопольный автобус малого класса, выпускаемый Часовоярским ремонтным заводом с 2007 по 2008 год на шасси ГАЗ-33104. Модель оснащается дизельным двигателем внутреннего сгорания экологического класса Евро-2. Внешне автобус отличается большим панорамным лобовым стеклом, изготовленным в г. Никополь на мощностях ООО «Фирма Престиж», и было обозначено маркировкой Prestige.

## Модификации
За время производства было изготовлено несколько модификаций, несколько отличающихся между собой:
- Рута 43 — городской автобус на шасси ГАЗ-3310 «Валдай» с двигателем объёмом 4,7 л ММЗ Д 245.7 Е2, пассажировместимость (чел.): полная — 43, сидячих мест — 22;
- Рута 44.1 — пригородный автобус на шасси ГАЗ-3310 «Валдай» с двигателем объёмом 4,7 л ММЗ Д 245.7 Е2, пассажировместимость (чел.): полная — 44, сидячих мест — 27[3];
- Рута 45 — городской автобус на шасси ГАЗон NEXT с двигателем ЯМЗ-53441 объёмом 4,43 л, мощностью 136 л. с. (с 2017 года);
- Рута 46 — городской автобус на шасси ГАЗон NEXT, удлинённая версия Рута 45 (с 2017 года);
- Рута 44С — городской автобус на шасси Iveco Daily с двигателем объёмом 3.0 л JTD вместимостью 45 мест, из которых 24 сидячих (с 2018 года).

## Конкуренты
- БАЗ А079
- ЗАЗ A07A1 I-VAN
- Богдан А092
- ПАЗ-3205
- ГалАЗ-3207
- ГалАЗ-3209